# 布萊克萊克 (新墨西哥州)
布萊克萊克（英語：Black Lake）是位於美國新墨西哥州科爾法克斯縣的非建制地區。

## 歷史
布萊克萊克的郵局於1903年設立，其後於1927年停運。

## 地理
布萊克萊克所處的海拔為高於海平面2615米（即8580英呎），而該地所採用的時區為UTC-7，即北美山地时区（MST）。同時該地設有夏令時間，為UTC-7調快一小時，即UTC-6（MDT）。